# موظف سلك دبلوماسي

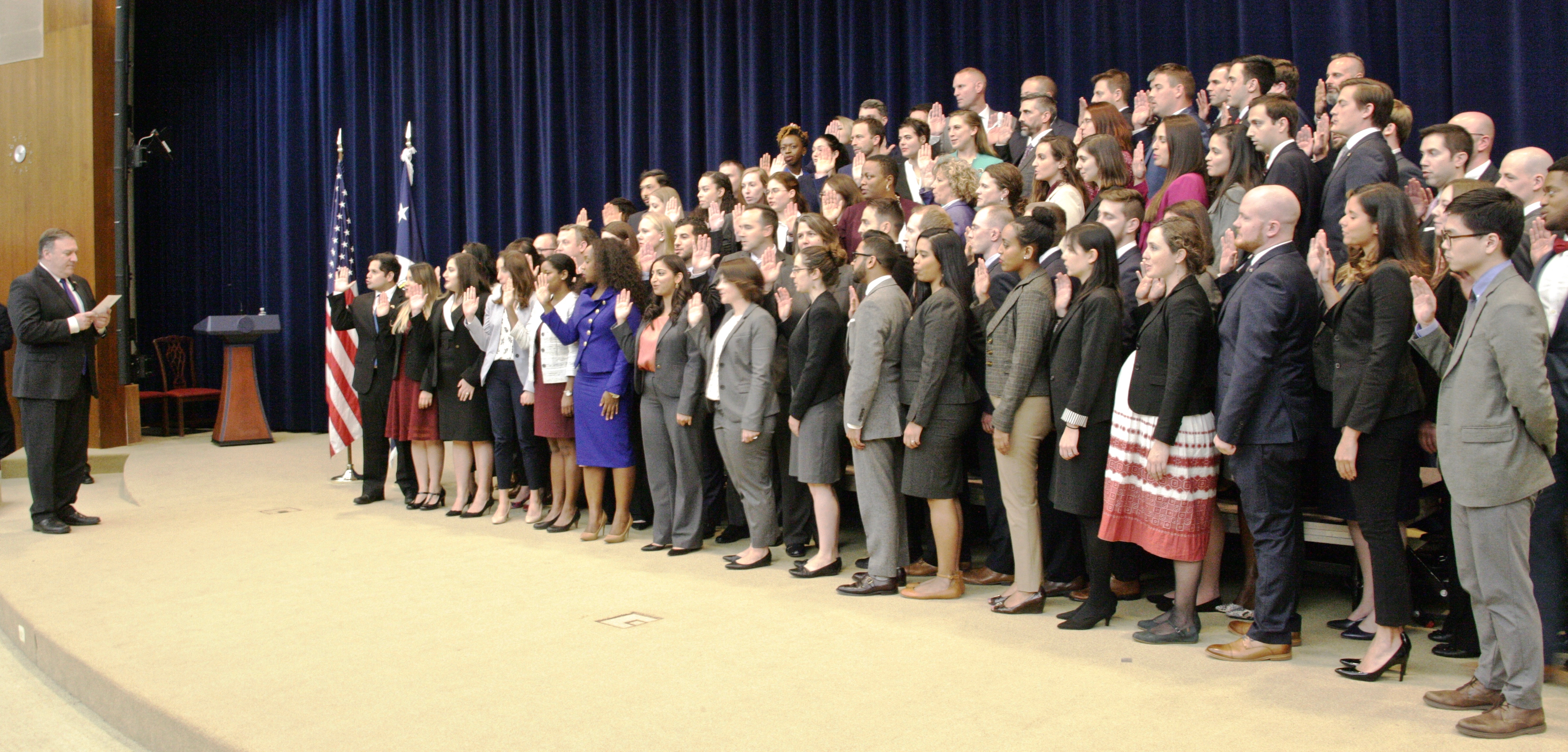

موظف السلك الدبلوماسي (FSO) هو عضو مفوّض في وزارة الخارجية الأمريكية. يقوم موظفو السلك الدبلوماسي بصياغة وتنفيذ السياسة الخارجية للولايات المتحدة. يقضي موظفو السلك الدبلوماسي معظم حياتهم المهنية خارج البلاد كأعضاء في السفارات والقنصليات والبعثات الدبلوماسية الأخرى الأمريكية، على الرغم من تسلّم بعضهم مهامًا للعمل في القيادة المقاتلة الموحدة والكونغرس والمؤسسات التعليمية مثل الكليات الحربية الأمريكية المختلفة.
يُعتبر موظفو السلك الدبلوماسي إحدى الفئات الخمسة لموظفي الخدمة الخارجية. تشمل الفئات الأخرى رؤساء البعثات والسفراء المتجولين والعاملين في الخدمة الخارجية ورعايا الخدمة الخارجية.
وُجد أكثر من 8000 موظف في السلك الدبلوماسي من عام 2017.

## المسار المهني لموظف السلك الدبلوماسي
يُوزَّع موظفو السلك الدبلوماسي التابعون لوزارة الخارجية بين خمسة مسارات مهنية، تسمى «المخاريط»: الموظفون القنصليون، والموظفون الاقتصاديون، والموظفون الإداريون، والموظفون السياسيون، وموظفو الدبلوماسية العامة.
- يُعتَبر الموظفون القنصليون المسؤولين في المقام الأول عن العمل مع المواطنين الأمريكيين في عدة أنشطة مثل التبني ويُكلّفون بإجلاء الأمريكيين من البلاد في حالة وقوع كارثة.
- يعمل الموظفون الاقتصاديون مع الوكالات الاقتصادية الأجنبية لتسهيل المسائل الاقتصادية بالإضافة إلى السياسة الخارجية المعنية بالتكنولوجيا والعلوم.
- يُعتَبر الموظفون الإداريون مسؤولين عن شؤون السفارة أو القنصلية والتعامل مع موظفي السفارة وميزانياتها.
- يتحمل الموظفون السياسيون مسؤولية التفاعل والتعاون مع الحكومات الأجنبية حول القضايا السياسية العامة وسياسات التفاوض.
- يقوم موظفو الدبلوماسية العامة بإبلاغ مواطني البلدان المعنية عن تصرفات السفارة، بما في ذلك اللقاءات الصحفية وتنظيم المناسبات التعليمية.[3]

يُختار موظفو السلك الدبلوماسي التابعون للوكالة الأمريكية للتنمية الدولية (USAID)، والخدمات التجارية، والخدمات الزراعية الأجنبية، ومجلس المحافظين للإذاعة، من خلال اجراءات خاصة بوكالة التوظيف، مع تتبع مسارات مهنية مختلفة عن مسارات موظفي السلك الدبلوماسي التابعين لوزارة الخارجية. على سبيل المثال، تحتوي الوكالة الأمريكية للتنمية الدولية على عدة «مرجعيات» بما في ذلك: 
- الزراعة
- المقاولات
- استقرار الأزمة والحكم
- النمو الاقتصادي
- التعليم
- الهندسة
- البيئة
- التنفيذية
- الإدارة المالية
- القانونية
- السكان والصحة والتغذية
- شركة خاصة
- تطوير البرنامج/المشروع

تُشغَل العديد من المناصب القيادية في السفارات الأمريكية من قبل موظفي السلك الدبلوماسي. في الآونة الأخيرة، كان حوالي ثلثي السفراء الأميركيين أعضاءً متمرسين في السلك الدبلوماسي مُستقدمين بشكل أساسي من وزارة الخارجية، على الرغم من تقديم وكالات الشؤون الخارجية الأخرى سفراءً من وقت لآخر. يُعيّن مُعظم الثلث الباقي تقريباً بطريقة سياسية، ومع ذلك، تتلقى حفنة من موظفي الخدمة التنفيذية العليا في وزارة الخارجية عروضًا لشغل منصب السفير. يساعد موظفو السلك الدبلوماسي أيضًا في شغل مناصب إدارة الأزمات والسياسة الخارجية في مقر وكالات الشؤون الخارجية في واشنطن العاصمة.

## إجراءات التوظيف
يخضع المتقدمون لوظائف السلك الدبلوماسي التابع لوزارة الخارجية لامتحان تحريري عالي الكفاءة، وتقييم شفهي، وعملية تحقيق أمنية قبل أن يصبحوا مؤهلين للتوظيف. حصل 2100 شخص فقط من بين أكثر من 100,000 متقدم لشغل وظائف السلك الدبلوماسي في وزارة الخارجية الأمريكية بين عامي 2001 و2006، على منصب موظف في السلك الدبلوماسي. بمجرد انتهاء المرشحين من إجراءات التقديم، وتلقيهم تصريح أمني في غاية السرية، وحصولهم على التصريح الطبي الذي يسمح لهم بالعمل في جميع أنحاء العالم، واجتياز مراجعة أخيرة للكفاءة، يحصلون على تقييم ويُسجلون في سجل توظيف تبعًا لمساراتهم المهنية.
يُعيّن المرشحون الجدد من أعلى السجل (أعلى الدرجات)، ويُحذف المرشحون الذين لم يتم تعيينهم خلال 18 شهرًا من السجل. قد يرفض المرشحون عرضًا واحدًا؛ سيؤدي رفض عرض ثاني لشطب أسمائهم من السجل. يمر بعض المرشحين في حالة «عدم الاتصال» حتى يصبحوا مستعدين لتلقي العروض، ولكن مع احتساب هذه الحالة من مدة الثمانية عشر شهرًا. من الشائع انتهاء صلاحية المرشح ذي التقييم المنخفض وخروجه من السجل، ما يجعل هذه العملية أكثر تنافسية. في النهاية، سيُقبل أقل من 2% من العدد البدئي للمتقدمين إلى السلك الدبلوماسي لوزارة الخارجية كموظفين في السلك الدبلوماسي.
في حالات نادرة للغاية عند عدم توفر موظفين في السلك الدبلوماسي، يمكن تعيين موظفين مدنيين غير مهنيين من قبل الوزير لدخول السلك الدبلوماسي، شريطة استيفائهم المعايير الصارمة المتوقع وجودها لدى الموظفين المهنيين. لا يُعتبر هؤلاء المعينون المؤقتون أعضاءً رسميين في السلك الدبلوماسي ويجب عليهم التخلي عن مناصبهم في أي وقت يصبح فيه موظف مهني متاحًا لشغل منصبهم. تم التفاوض على هذا المطلب القانوني مع جمعية الخدمات الخارجية الأمريكية.
يمرّ المتقدمون لوظائف السلك الدبلوماسي التابعة للوكالة الأمريكية للتنمية الدولية (USAID) بعملية مختلفة بعض الشيء. يُعيّن موظفو السلك الدبلوماسي عمومًا حسب «مرجعيات» محددة نظرًا لامتلاك الوكالة الأمريكية للتنمية الدولية (USAID) تركيزًا كبيرًا من الناحية التقنية في العديد من مناصبها الخارجية. يكون المرشحون الناجحون في معظمهم حاصلين على درجة علمية متقدمة (غالبًا درجة ماجستير) وخبرة وظيفية متعلّقة بالمرجعيات الخاصة بهم وتُجرى مقابلات معهم بالإضافة إلى مرورهم باختبار مصمّم خصيصًا لهذه المرجعيات، لكن باستثناء هذه الاجراءات، يتشابه المتقدم مع نظرائه المتقدمين لوزارة الخارجية.